# Michal Zibrin (politik)
Michal Zibrin, též Michal Zibrín (23. února 1899 Brezno – 21. prosince 1968 Chicago), byl slovenský a československý politik a poválečný poslanec Prozatímního Národního shromáždění a Ústavodárného Národního shromáždění za Demokratickou stranu. Po roce 1948 žil v exilu.

## Biografie
Vystudoval Právnickou fakultu Univerzity Karlovy. Po vzniku ČSR zastával post tajemníka ministra s plnou mocí pro Slovensko. Působil jako advokát v rodném Brezně, kde od roku 1925 byl starostou. V meziválečném období byl členem Republikánské strany zemědělského a malorolnického lidu (agrární strany).
Za druhé světové války působil v odboji. V roce 1939 byl vězněn v Ilavě. V letech 1940–1941 vedl nesocialistickou odbojovou skupinu Demec, od roku 1941 byl zpravodajcem v Bělehradě, pak v Istanbulu. V roce 1947 mu byl udělen Řád Slovenského národního povstání.
V letech 1945–1946 byl poslancem Prozatímního Národního shromáždění za Demokratickou stranu, kde setrval do parlamentních voleb v roce 1946. Pak se stal členem Ústavodárného Národního shromáždění, kde zastupoval Demokratickou stranu. V parlamentu setrval formálně do parlamentních voleb v roce 1948.
Po únorovém převratu v roce 1948 byla Demokratická strana proměněna na Stranu slovenské obrody jako satelitní formaci závislou na KSČ. Zibrin patřil mezi skupinu funkcionářů Demokratické strany, kteří odešli do emigrace. Od roku 1950 působil jako dělník v Chicagu.
Jeho otcem byl Michal Zibrin (1867–1917), slovenský advokát, veřejný činitel a aktivista Slovenské národní strany.